# China Star (Schiff)
Die Saipan Star ist ein ehemaliges, 1992 als Radisson Diamond für Diamond Cruise erbautes Kreuzfahrtschiff, das zuletzt seit 2005 für Casinokreuzfahrten im Hafen von Hongkong stationiert war. Sie ist das derzeit einzige mit einem Doppelrumpf erbaute Kreuzfahrtschiff und das größte Schiff dieser Bauart. Nach der Ausmusterung lief sie im September 2022 vor der chinesischen Küste auf Grund.

## Planung und Bau
Die Radisson Diamond wurde im Auftrag von Diamond Cruise, einem Joint-Venture unter Beteiligung der Radisson Hotel Group sowie mehrerer Unternehmen aus Finnland und Japan, darunter Mitsui O.S.K. Lines, als Baunummer 310 bei Finnyards in Rauma gebaut. Sie wurde als weltweit erstes Kreuzfahrtschiff mit der Small-Waterplane-Area-Twin-Hull-Technik erbaut und ist somit das erste als katamaran gebaute Kreuzfahrtschiff. Mit einer Länge von 131,2 Metern und einer Tonnage von 20.295 BRZ ist sie außerdem das weltweit größte Schiff dieser Bauart.
Die Bauweise war mit der Intention gewählt worden, den Seegang so wenig wie möglich spürbar zu machen. Dies erfolgt durch die Verlegung des Antriebs, der Steuerung und des Auftriebs in die Rumpfteile, die sich unter Wasser befinden.
Am 20. Juni 1991 wurde Radisson Diamond vom Stapel gelassen. Die Probefahrt des Schiffes fand am 20. April 1992 statt.
Der Bau eines geplanten Schwesterschiffes mit dem Namen Radisson Ruby sowie eine Option auf ein drittes baugleiches Schiff wurden verworfen.

## Dienstzeit

### Radisson Diamond
Die Radisson Diamond wurde am 30. April 1992 an Diamond Cruise abgeliefert und am 28. Mai 1992 in Greenwich von der neuseeländischen Opernsängerin Kiri Te Kanawa getauft. Am 7. Mai lief das Schiff zu seiner Jungfernfahrt aus und wurde in den kommenden dreizehn Jahren für Kreuzfahrten in der Nord- und Ostsee eingesetzt.

### Omar Star
Im Juni 2005 wurde die Radisson Diamond als Omar Star an die auf den Bahamas ansässige Treasure Ocean Ltd. verkauft und am 9. Juni 2005 nach Piräus überführt, wo sie aufgelegt wurde.

### Asia Star

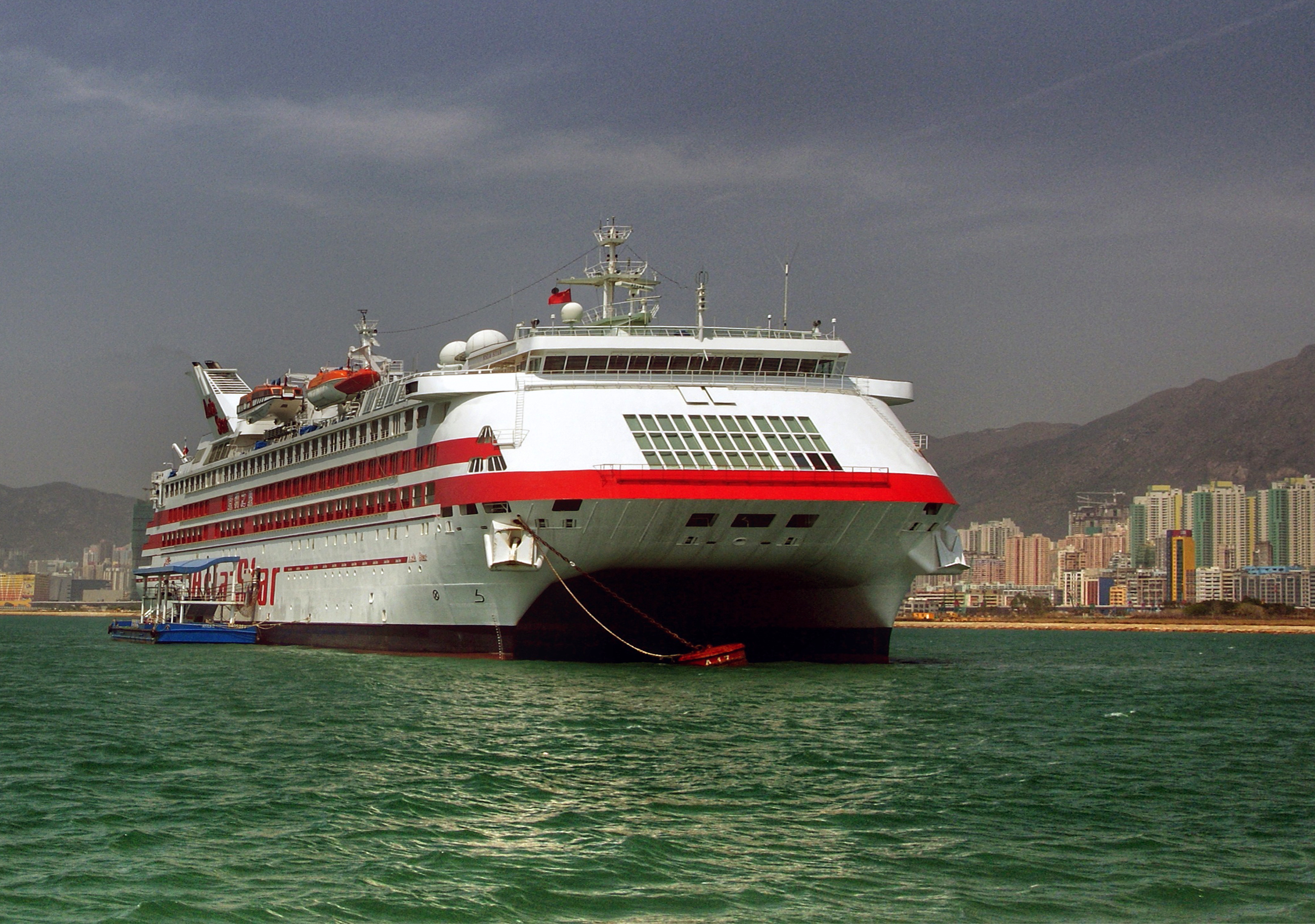
Die Asia Star in Hongkong (2009)

Die Omar Star verbrachte vier Monate im Hafen von Piräus, ehe sie im Oktober 2005 in Asia Star umbenannt und nach Hongkong überführt wurde. 2005 nahm das Schiff unter Asia Cruises seinen Dienst als schwimmendes Casino im Hafen von Hongkong auf. 2007 wurde die Treasure Ocean Ltd. Eigentümer der Asia Star. Das Schiff blieb jedoch weiter im Dienst für Asia Cruises.

### China Star
Im Oktober 2011 wurde die Asia Star in China Star umbenannt und für 45 Millionen US-Dollar an China Cruises verkauft. Vor ihrer erneuten Indienststellung wurde die China Star für mehr als zwanzig Millionen US-Dollar modernisiert. Das Schiff wurde unter diesem Namen bis 2019 als schwimmendes Casino im Hafen von Hongkong eingesetzt, jedoch auch für Kurzkreuzfahrten nach Taiwan genutzt. Im August 2019 erhielt es den Namen Saipan Star.
Am 21. September 2022 lief das Schiff an der Südküste der Halbinsel Shandong-Halbinsel bei Sturm auf Grund, als es in eine Werft verlegt werden sollte. Da der Rumpf zwischen zwei Felsen feststeckt, kann es nicht geborgen und soll daher an Ort und Stelle belassen werden.

## Ausstattung
Neben dem Casinobereich besaß das Schiff auf insgesamt zwölf Decks mehrere Restaurants und Bars, eine Bibliothek sowie eine Showlounge in der verglasten Front des Schiffes. Die China Star kann bis zu 354 Passagiere befördern. Ein besonderes Merkmal des Schiffes ist eine hydraulisch absenkbare Plattform, die als Anliegestelle für Wassersportfahrzeuge genutzt werden kann.